# ドロシー・アシュビー
ドロシー・アシュビー（英語: Dorothy Ashby、1932年8月6日 – 1986年4月13日）は、アメリカのジャズ・ハーピスト、バンドリーダー、作曲家。代表的なアルバムには『Afro-Harping』や『ルバイヤート・オブ・ドロシー・アシュビー』が挙げられ、後者においては箏も演奏している。

## 来歴

### 大学卒業ごろまで
ドロシー・ジーン・トンプソン（Dorothy Jeanne Thompson）は、1932年8月6日にミシガン州デトロイトで生まれた。父のウィリー・トンプソン（Wiley Thompson）は独学のジャズ・ギタリストで、幼少時のドロシーは父の音楽仲間のセッションを聴くだけでなく、ともにピアノを演奏することもあった。また父からは、和声と旋律の構造について広範な指導も受けた。
キャス工業高校在学中には、サクソフォーン奏者としてトランペット奏者のドナルド・バードとともにマーチング・バンドに参加した。当時のクラスメートにはバードのほかジェラルド・ウィルソンとケニー・バレルもおり、ドロシーはダブルベースにも堪能であった。ハープに出会ったのもこのころで、学校所有のハープを弾く機会を得た彼女は、とにかくハープでジャズをやってみようとしたという。その後彼女はウェイン州立大学に進み、ピアノや声楽、ハープを学び、音楽教育の学士号を得た。授業の合間には、ナイト・クラブでピアノを弾いたり、ピアノ・リサイタルを開催したり、地元ラジオ局で民謡を歌ったりした。

### ジャズ・ハーピストとしての活躍
ドロシーは徐々にピアノからハープへと楽器を切り替え、1952年にはハープを購入し、メインの楽器として演奏するようになった。同年には、フィラデルフィアのナイト・クラブでプロとしての契約を得ている。ジャズにおけるハープの使用は、キャスパー・リアドンによるジャック・ティーガーデンとベニー・グッドマンとの1930年代の録音が先例として挙げられるが、一般的とはいえず、ハープはクラシック音楽に属しているとする否定論者もいた。ドロシーは無料のコンサートを開催したり、パーティーや催し物での演奏をとおして、ジャズ・アンサンブルにおけるハープの宣伝に努めた。その後、ドロシーは、デトロイトのクラブにも務めた。また1950年代の間に『ザ・ジャズ・ハーピスト』『ヒップ・ハープ』『イン・ア・マイナー・グルーヴ』といったアルバムを発表している。
おそくとも1960年代初頭までに、ドロシーはドラマーのジョン・アシュビー（John Ashby）と結婚した。このころドロシーは、WJR局で自身のラジオ番組を持っており、社会問題についての発言なども行っていたという。また夫とともに、アフリカ系アメリカ人の演劇集団であるアシュビー・プレイヤーズを結成している。1962年にドロシーは、『ダウン・ビート』誌の年間調査において「オールスター」ジャズ奏者の一人に選ばれている。1960年代には、代表作とされる『Afro-Harping』のほか『ドロシー・アシュビー』『ソフト・ウィンズ』『ジャズ・ハープの女神 - ドロシー・アシュビー登場』といったアルバムを発表しており、このころの主な共演者としてはジミー・コブ、エド・シグペン、リチャード・デイヴィス、フランク・ウェスらが挙げられる。1960年代後半にアシュビー夫妻のトリオはカリフォルニア州ロサンゼルスに拠点を移し、全米各地をツアーで回った。
1970年に発表した『ルバイヤート・オブ・ドロシー・アシュビー』においては、箏の演奏も行っている。1970年代には、ビル・ウィザースの協力のもと、スティーヴィー・ワンダー、ダイアナ・ロス、ディオンヌ・ワーウィック、バリー・マニロウ、スタンリー・タレンタイン、フレディ・ハバード、ビリー・プレストン、ボビー・ウーマック、アース・ウィンド・アンド・ファイアーといった一線級アーティストの録音に参加している。
ドロシーの最後のアルバムは、1984年に発表された『朝日のようにさわやかに〜クイーン・オブ・ジャズ・ハープII』と『恋のアランフェス、イエスタデイ〜レインボー・ハープ』の2枚である。

### 晩年と死去
ドロシー・アシュビーは、1986年4月13日にカリフォルニア州サンタモニカにおいて癌により53歳で死去した。

## 音楽性と評価
Jenkins (2012) はドロシー・アシュビーの演奏について、ビバップの言語の要素とファンクにも由来する深いグルーヴとを融合したものであるとしている。Moon (2006) によると、ドロシーのスウィング感は単純明快であり、その演奏に派手に装飾された（fancy）ものではないが、クラシック・ギター奏者のような鋭いアーティキュレーションで一音一音を奏でている。
ドロシーは「最も過小評価された1950年代のジャズの巨人の一人」であるとされる。またドロシーの音源は、ヒップホップにおいてしばしばサンプリングされている。ジャズ・ハープ奏者としては、ブランディ―・ヤンガーがドロシーからの影響を語っている。

## ディスコグラフィ

### リーダー・アルバム
- 『ザ・ジャズ・ハーピスト』 - The Jazz Harpist (1957年、Regent) ※with フランク・ウェス
- 『ヒップ・ハープ』 - Hip Harp (1958年、Prestige) ※with フランク・ウェス
- 『イン・ア・マイナー・グルーヴ』 - In a Minor Groove (1958年、New Jazz) ※with フランク・ウェス
- 『ソフト・ウィンズ』 - Soft Winds (1961年、Jazzland)
- 『ドロシー・アシュビー』 - Dorothy Ashby (1962年、Argo)
- 『ジャズ・ハープの女神 - ドロシー・アシュビー登場』 - The Fantastic Jazz Harp of Dorothy Ashby (1965年、Atlantic)
- Afro-Harping (1968年、Cadet)
- 『ドロシーズ・ハープ』 - Dorothy's Harp (1969年、Cadet)
- 『ルバイヤート・オブ・ドロシー・アシュビー』 - The Rubaiyat of Dorothy Ashby (1970年、Cadet)
- 『朝日のようにさわやかに〜クイーン・オブ・ジャズ・ハープII』 - Django/Misty (1984年、Philips)
- 『恋のアランフェス、イエスタデイ〜レインボー・ハープ』 - Concierto de Aranjuez (1984年、Philips)

### 参加アルバム
ビル・ウィザース
- 『ジャストメンツ』 - +'Justments (1974年、Columbia)

ボビー・ハンフリー
- 『ファンシー・ダンサー』 - Fancy Dancer (1975年、Blue Note)

ミニー・リパートン
- 『ミニーの楽園』 - Adventures in Paradise (1975年、Epic)

ウェイド・マーカス
- Metamorphosis (1976年、ABC/Impulse!)

スタンリー・タレンタイン
- 『黒い誘惑』 - Everybody Come On Out (1976年、Fantasy)

スティーヴィー・ワンダー
- 『キー・オブ・ライフ』 - Songs in the Key of Life (1976年、Motown)

ソニー・クリス
- 『ウォーム・アンド・ソニー』 - Warm & Sonny (1977年、Impulse!)

ジーン・ハリス
- 『トーン・タントラム』 - Tone Tantrum (1977年、Blue Note)

フレディ・ハバード
- 『バンドル・オブ・ジョイ』 - Bundle of Joy (1977年、Columbia)

ビリー・プレストン
- Late at Night (1979年、Motown)

ボビー・ウーマック
- 『ザ・ポエット』 - The Poet (1981年、Beverly Glenn)
- 『ザ・ポエット2』 - The Poet II (1984年、Beverly Glenn)

喜多嶋修
- 『みなもと』 - The Source (1984年)